# Сказки водопада
«Сказки водопада» (норв. Fossens eventyr) или «Свельгфосская серия» (норв. Svælgfos-serien) — название серии акварелей норвежского художника Теодора Киттельсена, созданных на рубеже 1907—1908 годов после строительства гидроэлектростанции у водопада Свельгфос (Svælgfos). Данная серия выполнена по заказу норвежского инженера и промышленника Сэма Эйде и в сказочной форме рассказывает об электрификации и индустриализации Телемарка.

## История создания

### Пролог
1905 год стал годом, когда Норвегия, одна из беднейших стран в Европе, вышла из союза со Швецией и стала демонстрировать свою силу в качестве независимой нации. Страна испытывала голод не только в реновациях и движущих силах, но ей также не хватало самих символов нового и лучшего будущего. Именно в это время норвежский инженер и предприниматель Сэм Эйде основал компанию «Норск Гидро», связь между которой и новой нацией вырисовывалась много раз. «Гидро» снискала себе имя могущественного работодателя и принесла развитие в места, где остановилось само время. Как по волшебству в глухих уголках Телемарка стали вырастать сказочные сооружения заводов и фабрик с домами для рабочих и служащих, а также плотин и гидроэлектростанций, обеспечивающих их своим электричеством. В какой степени дух времени и вера в будущее были связаны с «Норск Гидро», можно судить по следующей газетной выдержке:
Нутодден — одно из немногих мест в Норвегии, где можно почувствовать, что страна развивается и вступила в неугомонную эпоху большой промышленности, работающей у всех великих наций мира. И всё же новостройки в Нутоддене покажутся маленькими по сравнению с заводами, которые будут построены в окрестностях Рьюкана.
Построенная в 1907 году электростанция на водопаде Свельгфос, снабжающая электричеством энергоемкое производство минеральных удобрений в Нутоддене, являлась на тот момент первой по величине электростанцией в Европе и второй в мире и стала достопримечательностью, которую регулярно посещали «важные персоны» как из Норвегии, так и из других стран. Её строительство и послужило в дальнейшем мотивом для написания серии картин «Сказки водопада».

### История
История пяти знаменитых акварелей Киттельсена начинается, на самом деле, с его хорошего друга Вильгельма Дюбвада, который был крёстным отцом младшей дочери Теодора и его жены Инги в июне 1907 года в Сигдале. Именно он задумал эту идею и подал её Киттельсену. «Завод Сория-Мория в Нутоддене, бурлящий активной деятельностью. Эту современную захватывающую дух сказку Киттельсен обязательно сможет проиллюстрировать! Когда я вернулся домой, я сел писать ему: „У меня есть идея. Вы должны в серии акварельных рисунков рассказать СКАЗОЧНУЮ ИСТОРИЮ О СЭМЕ ЭЙДЕ“». Именно так сформулировал Дюбвад свои мысли.
Киттельсен загорелся этой идеей. Было направлено письмо к Эйде, и тому, очевидно, понравилось прочитанное. По его приглашению Киттельсен со своей женой Ингой в сентябре 1907 года предпринял поездку из Сигдала в Нутодден для осмотра промышленных и энергетических заводов и получил аванс за создание картин. В последующие месяцы состоялся обмен письмами. Через переписку и альбом с фотографиями строительства, который Киттельсен позаимствовал, было положено начало работе. Было сделано несколько эскизов и около 1 ноября 1907 года их полный комплект был отправлен Эйде.
Комментарии и вводные установки Эйде влияют на художника в деталях: он хочет, чтобы люди и силы природы получили свою долю заслуги за всё это великолепие и за то новое, что ещё только предстоит свершить. В своих воспоминаниях Эйде пишет о Киттельсене: «Он видел производство у Свельгфоса и был полон восхищения от проделанной там работы, но в то же время он фыркнул от возмущения из-за прохладного отношения людей в Парламенте и из-за яростных нападок на меня в известных публикациях. Затем он нарисовал несколько картин, которые показали, что он чувствовал. И более прекрасной и забавной награды за мою работу я больше никогда не получал» (автобиография «Моя жизнь и работа всей моей жизни» («Mitt liv og mitt livsverk»), 1939).
В ноябре 1907 года все детали для работы были на месте и уже в мае 1908-го акварели были доставлены. В своём позднем письме к Инге Киттельсен Сэм Эйде пишет: «…блестящие картины… которыми я всегда заново восхищаюсь каждый раз, как вижу их. Он был не только великим художником, он был также гениальным человеком».

### Эпилог

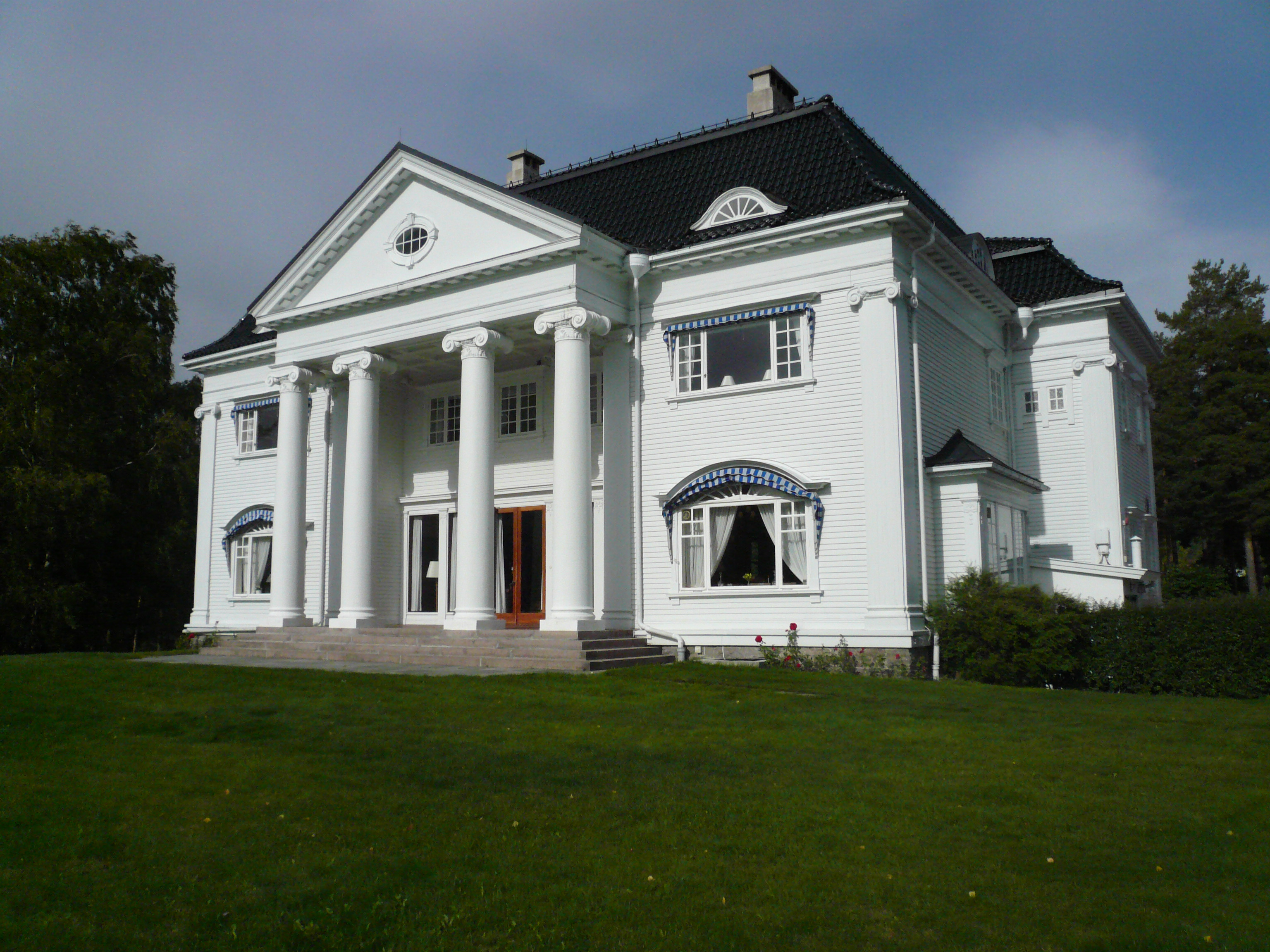
Здание администрации «Норск Гидро» постройки 1906 года

Поздней осенью 1913 года Сэм Эйде вновь пригласил Киттельсена посетить Нутодден, и художник совершил новое путешествие по Телемарку — в Нутодден и Рьюкан. Эта экскурсия была сродни триумфу. Два прекрасных осенних дня, с остановкой в здании администрации «Норск Гидро» в Вилламоен (Villamoen), у входа которого выстроились молодые инженеры, чтобы с почетом ввести Киттельсена в здание, и затем в Веморке, на тот момент самой большой электростанции в мире, где в честь Киттельсена была пущена вода в Рьюканфоссен. Спустя пару месяцев, в январе 1914 года, Киттельсен умер в возрасте всего лишь 57 лет.

## Состав серии
Данная серия состоит из пяти нижеописываемых акварелей и такого же количества эскизов к ним.

### «Водопад»(1907)
На рисунке «Водопад» (норв. Fossen) Киттельсен изображает «вырвавшегося на свободу дракона». Сэм Эйде предстаёт в виде современного Аскеладдена, который видел скрытые возможности там, где их больше никто не видел. Поэтому он смог уменьшить норвежскую эмиграцию в Америку в начале XX века, предоставив людям возможность работать на своей фабрике по производству минеральных удобрений. Альв увлекает Аскеладда на край обрыва, показывая ему дракона и рассказывая способ его укрощения. Водопад на данном рисунке имеет сходство с водопадом Рьюканфоссен.
|  |  |

Другие встречающиеся названия акварели: «Водопад Рьюканфоссен» (Rjukanfossen), «Неукротимые лошадиные силы» (Utemmede hestekrefter).

### «Земляные работы»(1907)
Рисунок «Земляные работы» (норв. Grunnarbeide) изображает рабочих, укрощающих природу своей строительной деятельностью. Заснеженные крутые горы составляют задний план картины. На переднем плане можно видеть ниссе, подобно массе муравьёв работающих на дне глубокого ущелья. В письме к художнику Сэм Эйде просил, чтобы Киттельсен включил в рисунок и тех, кто работал с огнём и химическими аппаратами. Эти задачи были так же важны для данного проекта, как и реальные строительные работы.

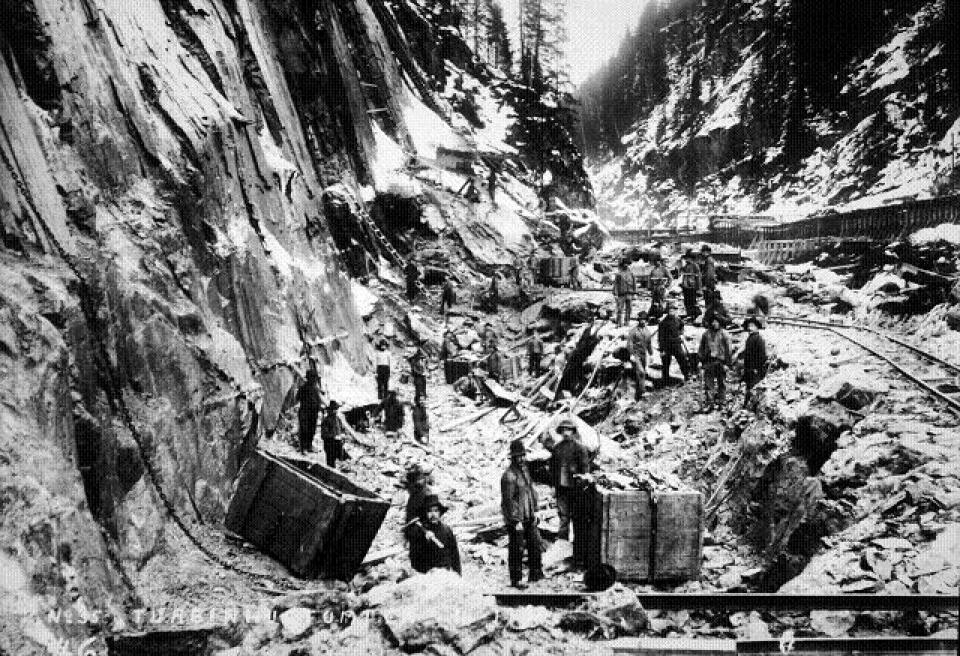
Земляные работы в осушенной горловине реки при строительстве электростанции у водопада Свельгфос

Другое встречающееся название акварели: «Гномы и карлики» (Nisser og Dverger).
Это был ревущий ведьмин котёл водопада — в котором приходилось рыть, класть камни и строить. Каждый без исключения рабочий инструмент, каждую часть механизма надо было транспортировать в горловину по тросу. Целая электростанция, которую вы сейчас видите, сидя удобно на заднице, была спущена по частицам при помощи крана. День за днём, дюйм за дюймом инженеры и рабочие сражались с водопадом, усмиряя его силу и опутывая цепями, пока рылись тоннели и строилась плотина.

### «Плотина на озере Клоуманн»(1908)

Т. Киттельсен. «Дух водопада» (Fossegrimen), 1887

На рисунке «Плотина на озере Клоуманн» (норв. Dammen på Kloumann-sjøen) мы можем видеть одну из многочисленных плотин Телемарка, а именно плотину у водопада Свельгфос. Киттельсен изобразил вершину горы Гёуста (Gausta) в виде седовласого тролля на заднем плане, который может рассматриваться также как и карикатура на норвежский парламент. Сэм Эйде прокомментировал это так: «Выглядывающая голова — это Парламент, который просыпается от своей дремоты и начинает негодовать от того, что нечто великое сделано в его стране». Внизу водопада фоссегрим играет на своей скрипке и проливает слёзы из-за недоброжелателей, которые упорно продолжают своё строительство. Но над всем этим бьёт лучём радуга — как благословение тому, что здесь создаётся.
Образ фоссегрима практически идентичен образу, изображённому на картине «Дух водопада» (Fossegrimen) (1887) в книге Т. Киттельсена «Колдовство» (1892).
Другое встречающееся название акварели: «Строительство плотины в Телемарке» (Damanlegg Telemark).
Плотина на озере Клоуманн у водопада Свельгфос (1-3) и гора Гёуста (4)
Светлой лунной ночью присядь у водопада — ты увидишь и услышишь, как внизу, в чёрной пропасти, среди пенистых водоворотов дух водопада, фоссегрим, исполняет величественную музыку — мелодии, созданные самой природой. Сначала ты различишь лишь могучий рокот, но потом музыка очарует тебя, и тебе самому захочется слиться с бурлящим потоком созвучий.
Раз за разом водопад устраивал посмешище над нашими трудами, разрушая ночью всё, что мы построили за день, просачиваясь через поры и трещины и уничтожая работу целой недели.

### «Водопад Свельгфос»(1907)
На четвертом рисунке — «Водопад Свельгфос» (норв. Svælgfos) — представлена тема укрощения природы человеком. Данный образ описывается Киттельсеном как «скованный дракон». Ведомый по мрачным тоннелям электростанции, используемым для выработки электричества, он затем вновь освобождается, чтобы грохотать между крутыми скальными стенами вниз по реке. Сонные лица гор проснулись и выглядят несчастными от того, что здесь было создано. «Вы знаете, что эти лица должны представлять собой?» — спросил Киттельсен у Сэма Эйде. «Да, это спутники, которые преследуют нас по жизни: глупость с одной стороны и зависть — с другой».
|  |  |

Другие встречающиеся названия акварели: «Электростанция» (Kraftstasjon), «Сказочный замок» (Eventyrslottet).
Большинство подготовительных работ было закончено в первой половине декабря 1905 года — время, когда была учреждена «Гидро» — и закладка фундаментов электростанции и головной дамбы в горловине началась в одно и то же время. Таким образом, дальнейшая работа на электростанции могла проводиться на сухой земле. Крыша была закончена в октябре 1906 года, и работа по установке турбин началась в 1907-м. Плотину спустили и поверхность была очищена к концу марта 1907 года, а в октябре того же года электростанция начала работать.

### «Соки земли»(1907)
«Плодородие» (норв. Frugtbarheden) — вот ключевое слово Киттельсена, данное им для описания последнего рисунка в данной серии. Со временем стало более общепринятым называть его «Нутодден» (Notodden) или «Соки земли» (Markens grøde). Здесь мы видим плодородное поле и пейзаж города Нутодден на фоне широкого синего неба. Вот как Эйде описывал его: «Живительное семя кормится минеральными удобрениями, поступающими с фабрики в Оддене (Нутоддене)». Светлый альв в поле придает особое значение волшебной атмосфере вокруг всей этой сказочной истории, имевшей место при строительстве сооружений «Норск Гидро» в Нутоддене.
Характерный вид облака с исходящими из него лучами можно также наблюдать на картине Киттельсена «Норвегия, Норвегия» (Norge, Norge) (1898).
Виды города Нутодден с ракурса картины «Соки земли»

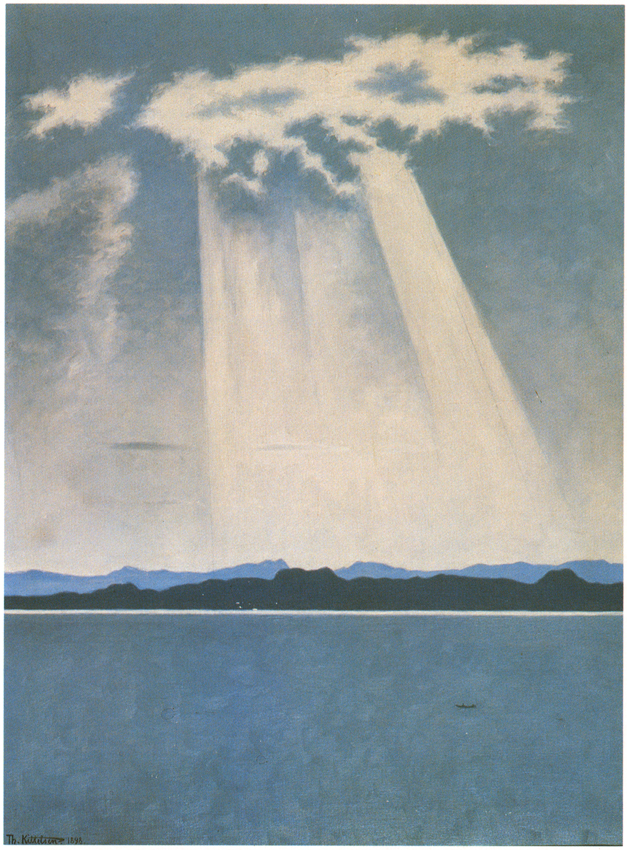
Т. Киттельсен. «Норвегия, Норвегия», 1898

Процесс строительства и вид зданий фабрики, изображенных на картине «Соки земли»

## История владения и текущее местонахождение
Первоначально оригиналы акварелей были переданы наследниками Сэма Эйде в Норвежский технический музей (Norsk Teknisk Museum), но позже, по их просьбе, переданы компании «Норск Гидро», основавшей в 1992 году собственный «Гидро»-музей (Hydromuseet) или, иначе, Собрание по истории предприятия (Bedriftshistorisk samling). В 2010 году компания принимает решение о прекращении деятельности Собрания и начинает искать лучшие и более перспективные способы по сохранению корпоративной истории и обеспечению её широкодоступности. В итоге решение было найдено и в августе 2013-го акварели были доставлены в здание Галереи Телемарка (Telemarksgalleriet) в Нутоддене и с 7 сентября того же года по настоящее время выставлены на постоянной основе в новом Люсбуэнском художественном музее (Lysbuen kunstmuseum) компании «Tinfos», расположившемся в мансардной части указанного здания.

## Художественная и материальная ценность
Данная серия акварелей считается шедевром среди форм художественного выражения индустриализации Норвегии и является хорошим примером того, как промышленник повлиял на художника. В своем интервью, данном в конце сентября 2007 года по случаю столетней годовщины со дня написания первого эскиза свельгфосской серии, генеральный директор Собрания по истории предприятия («Гидро»-музей) Бьёрнар Юхансен (Bjørnar Johansen) отметил, что рисунки ценятся очень высоко. Они хорошо охраняются, застрахованы на семизначную сумму и являются жемчужиной его музея.